# Rhomboderella scutata
Rhomboderella scutata är en bönsyrseart som beskrevs av Bolivar 1889. Rhomboderella scutata ingår i släktet Rhomboderella och familjen Mantidae. Inga underarter finns listade i Catalogue of Life.